# 백현룡
백현룡(白見龍, 1543년 ~ 1622년)은 조선 중기의 의병장이다. 자는 문서(文瑞), 호는 성헌(惺軒). 본관은 대흥(大興)이다.

## 생애
진사 백미량(白眉良)의 아들로 영해(寧海)에서 태어났다. 김언기(1520년~1588년)의 문인이다. 1609년(광해군 원년) 증광시에 생원 입격하였다.
임진왜란이 발발하자 영해(寧海)에서 족형인 백인국(白仁國)과 함께 거병하였다. 정유재란 때는 팔공산회맹(八公山會盟)에서 맹약을 하고 곽재우와 함께 전투에 참여했다. 아들 중립(中立)도 경주로 가서 문천회맹(蚊川會盟)에 맹약하고 전투에 참여했다. 문집으로 『성헌집(惺軒集)』을 남겼다.

## 가족관계
- 조부 : 백여완(白汝琬, 1480년 ~ ?) 훈도
- 부 : 백미량(白眉良, 1501년 ~ ?) 진사
- 모 : 강성 문씨(江城文氏) 참봉 문은(文誾)의 딸
  - 아들 : 백중립(中立, 1563년 ~ ?) 의병장, 무급제

## 문집
- 『성헌집』(惺軒集)